# 디터 회네스
디터 회네스 (Dieter Hoeneß, 1953년 1월 7일, 울름 ~) 은 은퇴한 독일의 축구 선수로, 선수 시절 공격수로 활약하였다.
그는 선수 시절, 주로 FC 바이에른 뮌헨에서 활약하였다. 은퇴 후, 그는 축구계와 여전히 밀접한 관계를 맺었으며, 여러 클럽의 단장직을 맡았다.
회네스는 1986년 FIFA 월드컵의 서독 국가대표 일원으로 참가하였다.

## 클럽 경력
서독 바덴뷔르템베르크주의 울름 출신으로, 회네스는 아마추어 축구 팀인 VfB 울름, SSV 울름 1846, VfR 알렌을 거쳐, 1975년에 프로 클럽이자 당시 2부리그에 속해있던 VfB 슈투트가르트에 입단하였다. 그는 이 곳에서 두 시즌간 19번의 리그 득점을 올리며, 슈투트가르트를 다시 분데스리가에 올려놓았다.
1978-79 시즌, 16골을 득점하여 슈투트가르트를 준우승으로 이끈 뒤, 회네스는 FC 바이에른 뮌헨으로 이적하였다. 뮌헨에서, 회네스는 개인과 팀에게 있어서 성공적인 시간을 보냈는데, 회네스는 5번의 분데스리가와 3번의 DFB-포칼 우승을 뮌헨 소속으로 경험하였다. 그는 강력한 스트라이커로, 주특기는 헤딩으로, 뮌헨 소속으로 다섯 시즌 동안 매 시즌 두자리수 골을 기록하였고, 통산 288 리그 경기 출장 127골을 기록하였다. 1987년, 그는 34세의 나이로 은퇴하였다.
은퇴 이후, 회네스는 당시 바이에른 뮌헨의 스폰서였던 코모도레 컴퓨터 회사의 대리 매니저로 활동하였다. 1990년에서 1995년 사이, 그의 첫 생애 프로팀인 VfB 슈투트가르트의 단장이 되었다.
이후, 회네스는, 헤르타 BSC 베를린의 부단장이 되었다. 얼마 지나지 않아, 그는 제너럴 매니저가 되었고, 2009년 6월 7일에 베를린을 떠났다.
2009년 12월 21일, 회네스는 VfL 볼프스부르크의 단장이 되었고, 2010년 1월 15일에 공식적으로 취임하였다. 펠릭스 마가트가 볼프스부르크에 복귀된 후, 그의 계약은 2011년 3월 17일에 해지되었다.

## 국가대표 경력
회네스는 서독 축구 국가대표팀의 6경기에 출장하여, 4골을 득점하였다. 그의 첫 경기는 1979년 5월 22일, 아일랜드와의 경기로, 이 경기에서 득점을 기록하였고, 한달 뒤 아이슬란드전에서도 득점하였다. (두 경기 모두 원정 친선경기였으며, 3-1로 승리하였다.)
회네스는 7년동안 한번도 차출되지 않았었다. 그러나, 바이에른 뮌헨에서의 큰 성과 (15번의 리그 경기 득점, 국내 더블 달성)를 거둔 이 베테랑은 멕시코에서 열리는 1986년 FIFA 월드컵 최종 엔트리에 포함되었으며, 준우승을 경험하였다. 멕시코 월드컵에서 그는 아르헨티나와의 결승에 출장하였는데, 이 경기에서 그는 펠릭스 마가트와 후반 15분에 교체 투입되어, 33세 173일의 나이로 필드 위의 최고령 선수로 기록되었다.

## 수상

### 클럽
FC 바이에른 뮌헨
- 분데스리가: 1979–80, 1980–81, 1984–85, 1985–86, 1986–87
- DFB-포칼:
  - 우승: 1981–82, 1983–84, 1985–86
  - 준우승: 1984–85
- 유러피언 컵:
  - 준우승: 1981–82, 1986–87

### 국가대표팀
- FIFA 월드컵
  - 준우승: 1986

## 사생활
디터 회네스의 형인 울리 또한 분데스리가의 공격수로, 서독 축구 국가대표팀 일원으로 활약한 전적이 있다. 디터가 FC 바이에른 뮌헨에 도착하는 시기에 울리가 뮌헨을 떠났으며, 울리는 긴 기간 동안 바이에른 뮌헨의 제너럴 디렉터와 회장을 맡았다.
회네스 형제 둘 다 취미가 골프이다.